# HONEY×BULLET
『HONEY×BULLET』（ハニー・バレット）は、竹内未来による日本の漫画。アメリカの西部開拓時代を舞台とした漫画である。
『プリンセスGOLD』（秋田書店）にて、2011年2月号から2012年11月号まで隔月連載された。単行本は、プリンセスコミックスより（秋田書店）全4巻。

## 概要
父親が亡くなり、アメリカの祖父に引き取られることとなった姉弟、才子（モトコ）、聡。しかし祖父は極度の日本嫌いであり、意見が対立する。姉弟は家を飛び出し日本へ帰国をしようと決意するが、帰り道に立ち寄った遊園地のテントに雷が落ち、西部開拓時代のアメリカにタイムスリップしてしまう。聡がタイムスリップ直後に行方不明になってしまったため、才子は町の人々の協力を得て、弟を探す。

## 書誌情報
- 竹内未来 『Honey×Bullet』 秋田書店〈プリンセスコミックス〉、全4巻
  1. 2011年（平成23年）6月16日発売 ISBN 978-4-253-19666-6
  2. 2011年（平成23年）12月16日発売 ISBN 978-4-253-19667-3
  3. 2012年（平成24年）6月15日発売 ISBN 978-4-253-19668-0
  4. 2012年（平成24年）12月14日発売 ISBN 978-4-253-19669-7

### アンソロジー
- 東日本大震災チャリティー漫画本 PARTY! HANA[注 1][1]（2011年8月5日発売[2]、メディアパル、ISBN 978-4-89610-201-7）
  - HONEY×BULLET〜THE MAN IN MAZE〜[3]